# WTA Tour Championships 2004
WTA Tour Championships 2004, známý také jako Turnaj mistryň 2004 či se jménem sponzora WTA Tour Championships presented by Porsche 2004, představoval závěrečný tenisový turnaj ženské profesionální sezóny 2004 pro osm nejvýše postavených žen ve dvouhře a čtyři nejlepší páry ve čtyřhře na žebříčku WTA.
Turnaj se odehrával mezi 10. říjnem až 15. listopadem 2004, potřetí v losangeleském Staples Center, v němž byl instalován tenisový dvorec s tvrdým povrchem. Odměny hráčkám činily 3 000 000 amerických dolarů. Partnerem se stala německá automobilka Porsche.
Dvouhru vyhrála 17letá Maria Šarapovová, jakožto první ruská finalistka i šampionka Turnaje mistryň a druhá tenistka, která trofej získala již při svém debutovém startu. Čtyřhru ovládl rusko-americký pár Naděžda Petrovová a Meghann Shaughnessyová.

## Formát
Soutěže dvouhry se zúčastnilo osm hráček, z nichž každá v úvodních čtyřech dnech odehrála tři vzájemné zápasy v jedné ze dvou čtyřčlenných základních skupin – červené a černé. První dvě tenistky z každé skupiny postoupily do semifinále, které bylo hráno vyřazovacím systémem pavouka. První z červené skupiny se utkala s druhou z černé skupiny a naopak. Vítězky semifinále se následně střetly ve finále.
Soutěž čtyřhry probíhala vyřazovacím systémem od semifinále.

## Finanční odměny a body
Prize money Turnaje mistryň 2004 dosáhly částky 3 000 000 dolarů.
|                                        |                          | Dvouhra     | Dvouhra | Čtyřhra   | Čtyřhra |
| Fáze                                   | Fáze                     | výdělek     | body    | Výdělek   | body    |
| -------------------------------------- | ------------------------ | ----------- | ------- | --------- | ------- |
| vítězky                                | vítězky                  | 1 000 000 $ | 485     | 250 000 $ | 485     |
| finalistky                             | finalistky               | 500 000 $   | 340     | 125 000 $ | 340     |
| semifinalistky                         | semifinalistky           | 250 000 $   | 218     | 62 500 $  | 218     |
| 3. místo v zákl. skupině               | 3. místo v zákl. skupině | 130 000 $   | 121     | —         | —       |
| 4. místo v zákl. skupině               | 4. místo v zákl. skupině | 100 000 $   | 67      | —         | —       |
| Odměny ve čtyřhře jsou uváděny na pár. |                          |             |         |           |         |

## Ženská dvouhra

### Kvalifikované hráčky
| Žebříček WTA k 8. listopadu 2004                             | Žebříček WTA k 8. listopadu 2004 | Žebříček WTA k 8. listopadu 2004 | Žebříček WTA k 8. listopadu 2004 | Žebříček WTA k 8. listopadu 2004 |
| Pořadí                                                       | hráčka                           | hráčka                           | body                             | kvalifikována                    |
| ------------------------------------------------------------ | -------------------------------- | -------------------------------- | -------------------------------- | -------------------------------- |
| 1.                                                           |                                  | Lindsay Davenportová (USA)       | 4 546                            | 13. září 2004                    |
| 2.                                                           |                                  | Amélie Mauresmová (FRA)          | 4 195                            | 13. září 2004                    |
| 3.                                                           |                                  | Anastasija Myskinová (RUS)       | 3 646                            | 11. října 2004                   |
| 4.                                                           |                                  | Světlana Kuzněcovová (RUS)       | 3 558                            | 28. září 2004                    |
| 5                                                            |                                  | Jelena Dementěvová (RUS)         | 3. 386                           | 18. října 2004                   |
| 6.                                                           |                                  | Maria Šarapovová (RUS)           | 2 947                            | 25. října 2004                   |
| 7.                                                           |                                  | Justine Henin-Hardenneová (BEL)  | 2 884                            |                                  |
| 8.                                                           |                                  | Serena Williamsová (USA)         | 2 597                            | 6. listopadu 2004                |
| 9                                                            |                                  | Věra Zvonarevová (RUS)           | 2 531                            | 6. listopadu 2004                |
| 10                                                           |                                  | Venus Williamsová (USA)          | 2 400                            |                                  |
| 11.                                                          |                                  | Jennifer Capriatiová (USA)       | 2 359                            |                                  |
| 12.                                                          | Naděžda Petrovová (USA)          | Naděžda Petrovová (USA)          | 2 054                            |                                  |
| 13.                                                          | Alicia Moliková (AUS)            | Alicia Moliková (AUS)            | 1 977                            |                                  |
| 14.                                                          | Patty Schnyderová (SUI)          | Patty Schnyderová (SUI)          | 1 644                            |                                  |
| 15.                                                          | Jelena Bovinová (RUS)            | Jelena Bovinová (RUS)            | 1 639                            |                                  |
| 16.                                                          | Paola Suárezová (ARG)            | Paola Suárezová (ARG)            | 1 537                            |                                  |
| 17.                                                          | Ai Sugijamová (JPN)              | Ai Sugijamová (JPN)              | 1 502                            |                                  |
| 18.                                                          | Karolina Špremová (CRO)          | Karolina Špremová (CRO)          | 1 460                            |                                  |
| 19.                                                          | Francesca Schiavoneová (ITA)     | Francesca Schiavoneová (ITA)     | 1 403                            |                                  |
| 20.                                                          | Nathalie Dechyová (FRA)          | Nathalie Dechyová (FRA)          | 1 362                            |                                  |
| červená skupina černá skupina náhradnice odhlášení z turnaje |                                  |                                  |                                  |                                  |

## Ženská čtyřhra

### Kvalifikované páry
| Žebříček WTA k 8. listopadu 2004 | Žebříček WTA k 8. listopadu 2004                  | Žebříček WTA k 8. listopadu 2004                        | Žebříček WTA k 8. listopadu 2004 |
| Pořadí                           | Pořadí                                            | pár                                                     | body                             |
| -------------------------------- | ------------------------------------------------- | ------------------------------------------------------- | -------------------------------- |
| 1.                               |                                                   | Virginia Ruanová Pascualová (ESP) Paola Suárezová (ARG) | 5 023                            |
| 2.                               |                                                   | Cara Blacková (ZIM) Rennae Stubbsová (AUS)              | 3 212                            |
| 3.                               |                                                   | Světlana Kuzněcovová (RUS) Jelena Lichovcevová (RUS)    | 2 967                            |
| 4.                               |                                                   | Naděžda Petrovová (RUS) Meghann Shaughnessyová (USA)    | 2 691                            |
| 5.                               | Martina Navrátilová (USA) Lisa Raymondová (USA)   | Martina Navrátilová (USA) Lisa Raymondová (USA)         | 2 070                            |
| 6.                               | Liezel Huberová (JAR) Ai Sugijamová (JPN)         | Liezel Huberová (JAR) Ai Sugijamová (JPN)               | 1 427                            |
| 7.                               | Janette Husárová (SVK) Conchita Martínezová (ESP) | Janette Husárová (SVK) Conchita Martínezová (ESP)       | 1 331                            |
| 8.                               | Anastasija Myskinová (RUS) Věra Zvonarevová (RUS) | Anastasija Myskinová (RUS) Věra Zvonarevová (RUS)       | 1 051                            |
| 9.                               | Barbara Schettová (AUT) Patty Schnyderová (SUI)   | Barbara Schettová (AUT) Patty Schnyderová (SUI)         | 924                              |
| 10.                              | Li Tching (CHN) Sun Tchien-tchien (CHN)           | Li Tching (CHN) Sun Tchien-tchien (CHN)                 | 922                              |
| kvalifikované páry               |                                                   |                                                         |                                  |

## Přehled finále

### Dvouhra
Maria Šarapovová vs.  Serena Williamsová, 4–6, 6–2, 6–4

### Čtyřhra
Naděžda Petrovová /  Meghann Shaughnessyová vs.  Cara Blacková /  Rennae Stubbsová, 7–5, 6–2